# Du grouve et des souris
 (novembre 2017).
Si vous disposez d'ouvrages ou d'articles de référence ou si vous connaissez des sites web de qualité traitant du thème abordé ici, merci de compléter l'article en donnant les références utiles à sa vérifiabilité et en les liant à la section « Notes et références ».
Albums de Les Satellites
Riches et célèbres
(1989)
Singles
1. Les Grandes familles
Sortie : 1987

Du grouve et des souris est le premier album du groupe de rock alternatif et punk rock français Les Satellites, sorti en 1987.
Le livret d'album est une succession de bandes dessinées, de 14 pages illustrant les chansons, de Jean-Christophe Menu.
Selon l'édition française du magazine Rolling Stone, cet album est le 86e meilleur album de rock français. Il est également inclus dans l'ouvrage du journaliste et critique musical Philippe Manœuvre, Rock français : De Johnny à BB Brunes, 123 albums essentiels.

## Liste des titres
Toutes les paroles sont écrites par Pierre « Polo » Lamy.
| 1.    | Les Voisins du dessus      | 3:12 |
| 2.    | Les Langoustes             | 1:49 |
| 3.    | Shiliba et ses frères      | 2:47 |
| 4.    | Les Renards, II            | 1:30 |
| 5.    | Show Biz Party             | 3:18 |
| 6.    | Sur des rythmes endiablés  | 3:38 |
| 7.    | Satellite                  | 1:44 |
| 8.    | Les Grandes familles       | 3:13 |
| 9.    | Les Renards, I             | 1:27 |
| 10.   | Melon Hat                  | 3:38 |
| 11.   | Blue Sky, Highway          | 2:21 |
| 12.   | Papier-peint de prols      | 3:00 |
| 13.   | Mannix                     | 3:08 |
| 14.   | Ma femme est dans l'espace | 2:56 |
| 15.   | Tchou-tchou train          | 2:34 |
| 16.   | Le Mouton kabyle           | 2:50 |
| 43:05 |                            |      |

## Crédits
| - Pierre « Polo » Lamy : chant (frontman), guitare, harmonica - Laurent « Roro » Lupidi : batterie, percussions - Arnaud « Arno » Damelincour : guitare, claviers - Jean-Michel « Mr. Miel » Lejoux : basse - Jérôme « Jeff » Cahours de Virgile : trombone, chœurs - Sabine « Sabrina » Savian : chant, chœurs - Pierre-Pascal « Poulpe » Houdebine : trompette, piano, chœurs - Mamak Vachter : saxophone alto | - Production : Kid Bravo - Mixage : Kid Bravo, Patrick Woindrich - Enregistrement : Jean-Michel Pijeaud, Patrick Woindrich - Illustration : Jean-Christophe Menu - Photographie : Christian Barret |